# Cinópolis
|  |

Cinópolis (en griego «ciudad del perro») es el nombre que los griegos dieron a la capital del nomo XVII del Alto Egipto, llamada Saka. El nomo se extendía a ambos lados del Nilo.

## Historia
Era lugar de culto a Anupet (paredra de Anubis) y de Anubis, relacionado con los ritos funerarios, venerado junto a su hija Qebehut. Cerca de la ciudad, al otro lado del Nilo, hay un cementerio para perros, cercano a la ciudad de Hamatha. 
Plutarco relata en Isis y Osiris (72) la rivalidad con la ciudad de Oxirrinco, cuyos habitantes atacaban a los perros porque un vecino de Cinópolis les robó un pescado.
Según Ptolomeo la ciudad estaba situada en una isla del río, y actualmente se la ha identificado con la ciudad de al-Qais o el-Ques.
Cinópolis fue destruida por Panehesy, gobernador de Nubia durante el reinado de Ramsés XI que se sublevó y asoló el sur de Egipto, y los supervivientes fueron esclavizados.

### Restos arqueológicos
- Templo de Anubis.

## Cinópolis Inferior
Hubo una segunda Cinopolis, denominada Cinopolis Inferior o Cinum, que se encuentra en el nomo IX del Bajo Egipto, en el Delta del Nilo, la moderna Meniet ebn Kasib.

### Citas
1. ↑  Room: op.cit., pág. 102.
2. ↑   Lane: op.cit., pág. 248.
3. ↑  Rice,: op.cit., pág. 152.
4. ↑  Helck: op.cit., pág. 113.
5. ↑  Sayce y otros: op.cit., pág. 77.
6. ↑  Lane: op.cit., pág. 31.
7. ↑  Lane: op.cit., pág. 27.
8. ↑  Edwards: op.cit., pág. 631.
9. ↑  Wiltsch: op.cit., pág. 184; Hardouin: op.cit., pág. 464.